# Szabadítsátok ki Willyt!
A Szabadítsátok ki Willyt! (eredeti címe: Free Willy) 1993-as családi filmdráma, amelyet Simon Wincer rendezett. A főszerepekben Jason James Richter, Lori Petty, Jayne Atkinson, August Schellenberg és Michael Madsen láthatóak, a címadó bálnát pedig Keiko játssza.

## Cselekmény
A film egy árva fiúról szól, aki egy vidámparkban barátságot köt egy gyilkos bálnával. A park önző tulajdonosa meg akarja ölni a bálnát, és a kisfiúnak meg kell mentenie.

## Szereplők
| Karakter         | Színész             | Magyar hang           |
| ---------------- | ------------------- | --------------------- |
| Jesse            | Jason James Richter | Benedikty Marcell     |
| Rae Lindley      | Lori Petty          | Szirtes Ági           |
| Annie Greenwood  | Jayne Atkinson      | Bánfalvy Ágnes        |
| Randolph Johnson | August Schellenberg | Kristóf Tibor         |
| Glen Greenwood   | Michael Madsen      | Juhász Jácint         |
| Dial             | Michael Ironside    | Varga T. József       |
| Wade             | Richard Riehle      | Láng József           |
| Dwight Mercer    | Mykelti Williamson  | Melis Gábor           |
| Perry            | Michael Bacall      | Kolovratnik Krisztián |
| Gwenie           | Danielle Harris     | Simonyi Piroska       |
| Vector           | Isaiah Malone       | Simonyi Balázs        |
| Járókelő         | Betsy Toll          |                       |
| Járókelő         | Rob Sample          |                       |
| Járókelő         | Merrilyn Jones      |                       |
| Pincér           | Mickey Gaines       |                       |
| Halárus          | Justin R. Hall      |                       |
| Halárus          | Robert M. Duque     |                       |
| Halárus          | Sam Samson          |                       |
| Willis Van Dusen | Willis Van Dusen    |                       |
| Brody            | Tom Lasswell        |                       |
| Hajléktalan      | Moultrie Patten     |                       |
| Hajléktalan      | Ed Murphy           |                       |
| Bemondó          | Jim Michaels        |                       |

Astoria korábbi polgármestere, Willis Van Dusen is feltűnik a filmben halárusként. Jim Michaels pedig a Northwest Adventure Parkban hallható, mint bemondó.

## Fogadtatás
A film pozitív kritikákat kapott. A Rotten Tomatoes oldalán 5.6 pontot szerzett a tízből, 31 kritika alapján. A Metacritic oldalán 79 pontot szerzett a százból.